# Велосипед в Амстердаме

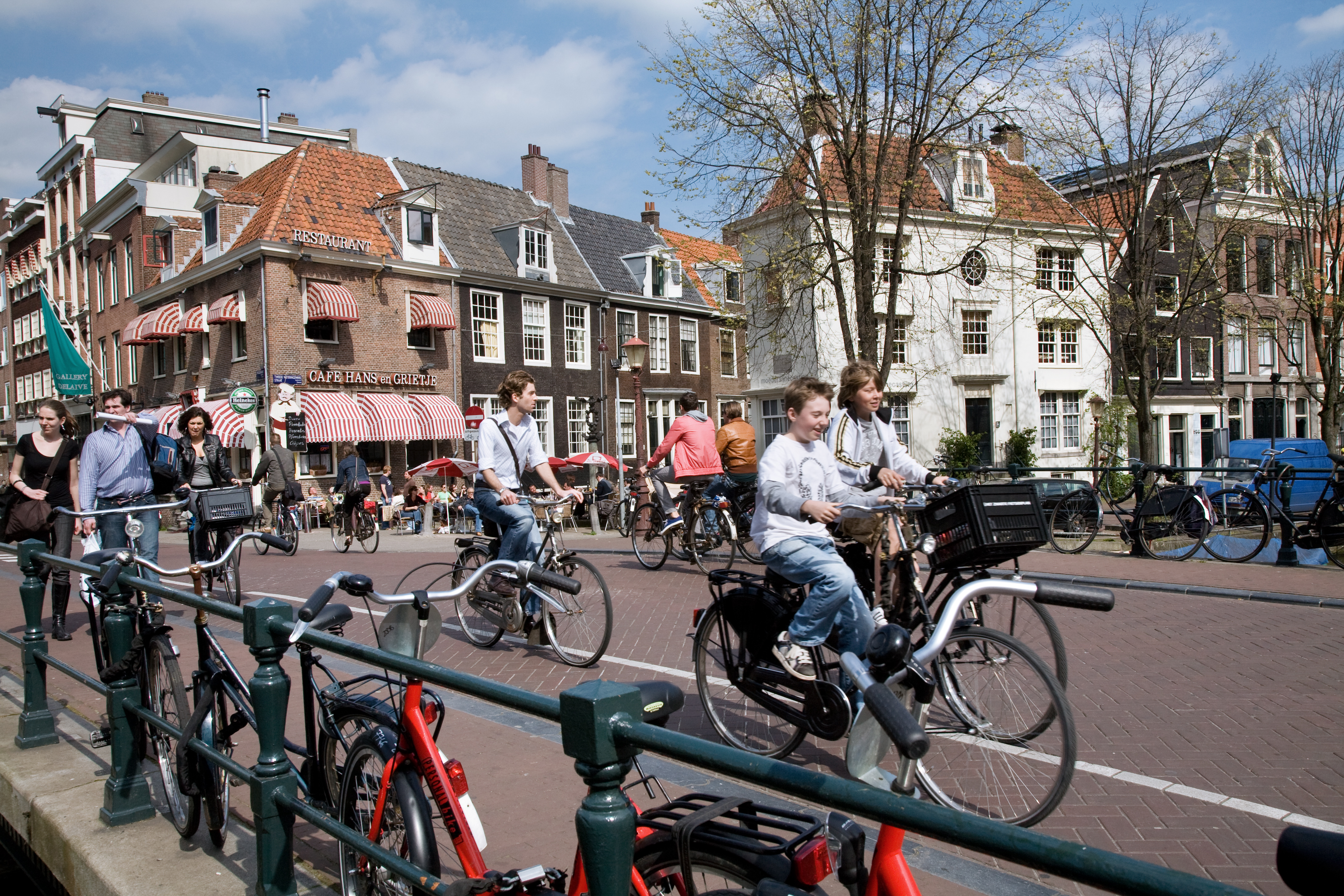
Велосипедисты в Амстердаме

Амстердам хорошо известен как один из самых дружественных к велосипедам городов с высоким уровнем велосипедной инфраструктуры, планирования и финансирования, туризма, а также высоким уровнем краж велосипедов, забот о безопасности и перенаселенности в местах.
Хотя он считается одним из самых известных центров велосипедной культуры во всём мире, многие другие города в Нидерландах и во всём мире превосходят Амстердам по удобству для велосипедистов, включая Гаагу, Эйндховен и Алмере, которые были номинированы на премию Fietstad 2014. Город Гронинген получил награду в 2001 году.

## Предыстория
Как и в городах Нидерландов, в Амстердаме имеется широкая сеть улиц с умеренным движением и объектов для велосипедистов, включая велосипедные дорожки, велосипедные стойки и охраняемые велопарковки, последние доступны за отдельную плату. Согласно последним данным, опубликованным Центральным бюро статистики (CBS), в 2015 году 442 693 домохозяйства (850 000 жителей) в Амстердаме в общей сложности владели 847 000 велосипедами — или 1,91 велосипеда на семью.
Велосипеды используются всеми социально-экономическими группами из-за их удобства, небольшого размера Амстердама, 400 км велосипедных дорожек, плоской местности и спорных неудобств вождения автомобиля: вождение автомобиля не рекомендуется, плата за парковку высока, и многие улицы закрыты для автомобилей или имеют одностороннее движение для автотранспорта (но не для велосипедистов). Велосипедные дорожки Амстердамa окрашены в красный цвет, чтобы отличать их как от дорог, так и от пешеходных дорожек.
Амстердамцы ездят на самых разнообразных велосипедах, включая традиционные Omafiets — вездесущие голландские родстеры со сквозной рамой — от современных городских велосипедов, дорожных велосипедов, горных велосипедов и даже лежачих велосипедов.
Многие туристы передвигаются по Амстердаму на велосипедах, следуя голландскому обычаю. Велосипедные туристические группы предлагают велосипедные туры с гидом по городу. Движение на велосипедах, как и в целом на дорогах, относительно безопасно: в 2007 году в Амстердаме в общей сложности погибло 18 человек в результате дорожно-транспортных происшествий всех типов.
Доля велосипедного движения составляет 32%.
Кражи велосипедов в Амстердаме широко распространены: в 2005 году было украдено около 54 000 велосипедов, и каждый год из каналов извлекается от 12 000 до 15 000 велосипедов.

## История
Амстердам радикально и агрессивно решил проблему зависимости от автомобилей, резко ограничив доступ к автомобилям и расширив доступность и удобство общественного транспорта; — будучи прозрачным в своем стремлении стать экологически чистым городом. Примерно две трети ежедневного городского транспорта осуществляется на велосипеде, а 19 процентов — на автомобиле. Конечная цель Амстердама — стать городом, свободным от автомобилей и с нулевым уровнем выбросов, усложнив и сделав менее удобным использование автомобилей. Это будет сделано за счёт сквозных центральных дорог, использования односторонних систем, сужения дорог и создания барьеров.
Инициативы предпринимаются самим городом Амстердамом, Олдерменом и мэрией, поощряя водителей пользоваться общественным транспортом, используя метро по выходным всю ночь и бесплатно для детей младше 12 лет. Городское планирование и планирование умного города часто сталкиваются с проблемой затрат. Тем не менее, правительство Нидерландов экономит, используя инструмент уличного дизайна, делая сокращения. Они закрывают дороги для автомобилей и открывают их для двухколесных транспортных средств и пешеходов, а также создают пространство для широких площадей, особенно вокруг больших общественных мест, таких как железнодорожный вокзал. Кроме того, город поощряет использование общественного транспорта и маршрутных такси, постепенно уменьшая количество парковочных мест. Правительство настаивает на реформировании использования общественного транспорта и заставляет водителей сдавать ключи, чтобы уменьшить количество автомобилей на дорогах Амстердама, следовательно, снизить выбросы CO2 от бензина. В дополнение ко всем усилиям, предпринятым в соответствии с законодательством, правительство открывает свои городские данные для общественности онлайн для бесплатного и легкого доступа для своих граждан, создавая честную прозрачность со своими людьми. Амстердам разрабатывает муниципальную политику в условиях прозрачности между правительством и гражданами, чтобы стать умным городом и адаптироваться к растущему разрастанию городов, происходящему во всем мире.

## Проблемы
К 2012 году популярность велоспорта в Амстердаме значительно возросла — примерно на 40% за предыдущие двадцать лет. Согласно статистике городского совета, в городе 490 000 велосипедистов ежедневно выезжают на дорогу, чтобы проехать 2 миллиона километров. Это вызвало некоторые проблемы, поскольку, несмотря на 35 000 километров велосипедных дорожек, 18 миллионов велосипедов в стране (1,3 на каждого жителя, достаточно взрослого, чтобы ездить) были забиты улицами Амстердама в часы пик, а припаркованные велосипеды переполняли железнодорожные станции и другие районы. Это решается путем строительства ещё большего количества велосипедных дорожек и велопарковок с гораздо большей пропускной способностью для решения проблемы, которой позавидовали бы многие другие города мира, — проблемы пробок на велосипедном транспорте.